# Moira (militar)
Moira (em grego: μοῖρα; plural: moirai) é um termo grego para uma formação militar. Etimologicamente deriva das raízes μερ e μορ, que significam "a parte". Moira significa, portanto, "uma parte, uma divisão", e é aparentado com o termo similar meros. No período bizantino era usado para designar uma brigada ou divisão militar, enquanto no exército grego moderno é usado para alguns ramos para designar um batalhão.
No final do século VI e começo do VII, o sistema militar romano tardio, que ainda estava em uso no Império Bizantino, passou por um processo de transformações marciais que culminaram com a criação na década de 680 do sistema militar-administrativo das temas. Cada divisão principal, chamada tema (em grego: θέμα) era dividida em turma, que eram dividido em moiras ou drungo, que por sua vez eram compostos por vários bandos. Cada moira continha inicialmente 1000 homens (referidos como quiliarquia), embora por vezes pudessem ter 3 000 homens; o imperador Leão VI, o Sábio (r. 886–912) é registrado como tendo estabelecido drungos de apenas 400 homens nos temas menores.
Na Força Aérea Grega, mas também nos serviços de aviação do exército e marinha, moira é o termo usado para esquadrões. Da mesma forma, a marinha grega usa o termo para um esquadrão de navios. No exército grego, além disso, o termo é usado para designar batalhões de artilharia e esquadrões de forças de operações especiais (assaltantes e esquadrões de paraquedista).[carece de fontes?]